# Haute-Ajoie
Haute-Ajoie ist eine politische Gemeinde im Schweizer Kanton Jura. Sie gehört zum Distrikt Porrentruy.

## Lage
Haute-Ajoie liegt südwestlich von Porrentruy, dem Hauptort der Ajoie, an der Grenze zu Frankreich.
Nachbargemeinden sind Grandfontaine, Fahy, Bure, Courtedoux und Fontenais im Kanton Jura sowie Montancy, Glère, Vaufrey, Montjoie-le-Château, Villars-lès-Blamont und Dannemarie im angrenzenden Frankreich. Sie ist seit dem Zusammenschluss flächenmässig die zweitgrösste Gemeinde des Bezirks Porrentruy.

## Geschichte
Die Gemeinde wurde mit Wirkung auf den 1. Januar 2009 aus dem Zusammenschluss der bisherigen Gemeinden Chevenez, Damvant, Réclère und Roche-d’Or gebildet. Zum 1. Januar 2018 schloss sich auch die zuvor selbständige Gemeinde Rocourt JU Haute-Ajoie an. Die Gemeinde besitzt noch kein gemeinsames Wappen und Fahne. Jeder Ortsteil benutzt weiterhin sein bisheriges.

Chevenez
Damvant
Réclère
Roche-d’Or
Rocourt

## Besonderheiten
In keiner anderen Schweizer Gemeinde gibt es mehr Pferde als in Haute-Ajoie. Gemäss Bundesamt für Statistik gab es im Jahr 2017 598 Pferde.